# Patricia Ibarra Uribe
Patricia Ibarra Uribe es una deportista colombiana que compitió en judo. Ganó una medalla de plata en el Campeonato Panamericano de Judo de 1994, en la categoría de –45 kg.

## Palmarés internacional
| Campeonato Panamericano | Campeonato Panamericano   | Campeonato Panamericano | Campeonato Panamericano |
| Año                     | Lugar                     | Medalla                 | Categoría               |
| ----------------------- | ------------------------- | ----------------------- | ----------------------- |
| 1994                    | Santiago de Chile (Chile) | Medalla de plata        | –45 kg                  |